# Baybars al-Mansuri
Pour les articles homonymes, voir Baybars (homonymie).
Rukn ad-Din Baybars al-Mansouri était un général et historien égyptien du XIIIe siècle.

## Biographie
Il a commencé sa carrière en tant que mamelouk de Qalawun. Il participa à la campagne de Baybars I en Syrie et en 1266 au royaume de Petite-Arménie (Cilicie) et à nouveau en Syrie. En 1268, il était au siège d'Antioche et, en 1275, il partit pour une autre campagne en Cilicie. En 1280, Qalawun monta sur le trône et en 1286, il fut nommé gouverneur de al-Kerak. En 1291, le nouveau sultan Khalil, fils et successeur du sultan Qalawun, le limogea. Il retourna alors en Égypte et participa au siège de Saint-Jean-d'Acre (1291) et de Qalat al-Rum en Asie mineure (1292) ainsi qu'à deux expéditions contre les ilkhanides.
En décembre 1293, An-Nâsir Muhammad ben Qalâ'ûn monta sur le trône pour la première fois et nomma Baybars général et dawatdar (chef de la chancellerie). Lorsque al-Mansour Lajin monta sur le trône (1297), il perdit son poste qu'il avait maintenu sous Kitbugha (1295-1297) mais il fut restauré lorsque An-Nassir Muhammad revint au pouvoir. Pendant plusieurs années, il assuma plusieurs fonctions militaires et administratives jusqu'à la perte de son poste en 1304/1305 ; An-Nassir Muhammad avait alors perdu toute influence au profit des mamelouks Baybars II et Salar, et finit par abdiquer. En février 1309, Baybars soutint Muhammad, qui fut restauré sur le trône, et le sultan le chargea de diverses fonctions administratives jusqu'au 1er octobre 1311, date à laquelle al-Mansouri fut nommé vice-roi d'Égypte (Naib al-Saltan), second poste du pays après le sultan. Il occupa son poste moins d'un an jusqu'à sa destitution en août 1312 et son incarcération à Alexandrie où il resta cinq ans. 
Libéré en 1317, il se retira et mourut le 4 septembre 1325, à environ 80 ans. Il écrivit une histoire générale de l'islam jusqu'en 1324, intitulée Zubdat al-Fikra fi tarikh al-Hidjra. Il a également écrit un court ouvrage sur l'histoire des Mamelouks intitulé al-Tuhfa al-mulukiyya fi-dawla al-turkiyya.

### LIens externes
- Notices d'autorité :   - VIAF
  - ISNI
  - BnF (données)
  - IdRef
  - LCCN
  - GND
  - Pays-Bas
  - Israël
  - NUKAT
  - Suède
  - WorldCat